# Lili Taylor
Lili Anne Taylor (født 20. februar 1967 i Glencoe i Illinois i USA) er en amerikansk skuespillerinde.
Taylor har siden hun debuterede i 1988 optrådt i flere film, inklusive Dogfight, Mystic Pizza og Rudy. Hendes arbejde har hovedsagelig været i uafhængige film og teater-opsætninger. Hun spillede rollen som Lisa Kimmel Fisher i HBO-dramaserien Six Feet Under. 
Taylor høstede strålende anmeldelser for sine roller i film som Mystic Pizza (1988) og Say Anything ... (1989). Hun havde hovedrollen i filmen Dogfight (1991) som blev instrueret af Nancy Savoca, hvor hun spillede en attraktiv ung kvinde. Instruktøren Robert Altman ansatte Taylor i 1993 til sin episke Los Angeles-drama-film Short Cuts, hvor Taylor sammen med Lily Tomlin havde hovedrollen. Filmen havde også Tom Waits, Jennifer Jason Leigh, Julianne Moore og Robert Downey Jr. på rollelisten. 
I 1999 medvirkede Taylor i Jan de Bont's genindspilning af The Haunting med Liam Neeson, Owen Wilson og Catherine Zeta-Jones i hovedrollerne.

## Filmografi
- She's Having a Baby (1988)
- Mystic Pizza (1988)
- Born on the Fourth of July (1989)
- Say Anything... (1989)
- Dogfight (1991)
- Short Cuts (1993)
- Rudy (1993)
- Household Saints (1993)
- Arizona Dream (1993)
- Ready to Wear (Prêt-à-Porter) (1994)
- Mrs. Parker and the Vicious Circle (1994)
- Four Rooms (1995)
- Cold Fever (1995)
- The Addiction (1995)
- Things I Never Told You (1996)
- Løsepenge (1996)
- I Shot Andy Warhol (1996)
- Girls Town (1996)
- The Impostors (1998)
- O.K. Garage (1998)
- The X-Files (1993) (tv-serie) (1998)
- Pecker (1998)
- A Slipping-Down Life (1999)
- The Haunting (1999)
- Anne Frank: The Whole Story (2001)
- High Fidelity (2000)
- Julie Johnson (2001)
- Six Feet Under (2001) (tv-serie) (2002–2003)
- Live From Baghdad (2002) (Fjernsynsfilm)
- Casa de los Babys (2003)
- Factotum (2005)
- The Notorious Bettie Page (2005)
- Starting Out in the Evening (2007)
- State of Mind (2007) (tv-serie)
- The Secret (2007)
- The Promotion (2008)
- Public Enemies (2009)
- Brooklyn's Finest (2010)
- Rubicon (2010)
- Nattens dæmoner (2013)
- Hemlock Grove (2013)